# Guiu Riccio
Guiu Riccio o Guiu Major Polentani fou fill d'Alberic Polentani i un dels membres del consell del comú de Ravenna. Els Traversari i Polentani estaven aliats en el domini de la ciutat, però van sorgir enfrontaments també entre dos branques familiars dels Polentani, dirigides per Guiu Menor Polentani i el mateix Gui Major Polentani, i el 1270 es va acordar concedir-li la senyoria de Comacchio. Quan la facció de Guiu Menor i els Traversari van pugnar pel poder a Ravenna, Guiu Riccio es va aliar als Traversari, aliança que no els va servir de res, car Guiu Menor, aliat als Malatesta, es va imposar i va assolir la senyoria de Ravenna el 1275.
Guiu Riccio va morir el 1293 i la senyoria de Comacchio va passar a Guiu Menor.